# أنطونين مالييت
أنطونين مالييت (بالإنجليزية: Antonine Maillet) روائية وكاتبة مسرحية وباحثة أكادية ( كندية)، ولدت في 10 مايو 1929 ببوكوتوش في نيو برونزويك بكندا.

## حياتها
بعد أن تخرجت أنطونين مالييت من الثانوية، انضمت لجمعية "سيدة القلب المقدس"، وبدأت التدريس فيها. وفي عام 1960 تركت الجمعية وعادت لإستكمال دراستها. فحصلت على درجة البكالوريوس ثم الماجستير من جامعة مونكتون. ثم تلقت منحة للدراسة في باريس. فحصلت على شهادة الدكتوراة في الأدب و الفولكلور في العام 1970 من جامعة لافال، وفي وقت لاحق عملت لراديو كندا في مونكتون ككاتب سيناريو. بعد ذلك، عادت إلى التدريس. ومنذ عام 1975 كرست نفسها تماما للكتابة والتأليف. وفي العام 1979 فاز عملها بيلاجي (Pélagie) على جائزة غونكور، مما جعلها أول متلق لهذه الجائزة من غير الأوروبيين. وفي العام 1980 حصلت مالييت على ميدالية الجمعية الملكية لورن بيرس في كندا. وكذلك حصلت في العام 2005 على وسام نيو برونزويك. ويذكر أن أنطونين مالييت كانت عضوا في مجلس الملكة الخاص في كندا منذ 1 يوليو 1992. ومنذ العام 1989 إلى العام 2000، شغلت مالييت منصب مستشار جامعة مونكتون.
ومؤخرا، وفي العام 2016 حصلت على جائزة سيمونز التي يقدمها مركز اتحاد الفنون الكندي، وهي جائزة تقدم سنويا لشخص مميز تقديرا لمساهمته البارزة في الحياة الكندية.

## وصلات خارجية
- أنطونين مالييت على موقع IMDb (الإنجليزية)
- أنطونين مالييت على موقع الموسوعة البريطانية (الإنجليزية)
- أنطونين مالييت على موقع ميوزك برينز (الإنجليزية)
- أنطونين مالييت على موقع إن إن دي بي (الإنجليزية)
- أنطونين مالييت على موقع ديسكوغز (الإنجليزية)